# XXIV Congreso del Partido Comunista de la Unión Soviética
El XXIV Congreso del Partido Comunista de la Unión Soviética (PCUS) comenzó el 30 de marzo de 1971 y duró 10 días. Durante el mismo quedó fuera de toda duda demostrado que el entonces líder soviético Leonid Brézhnev estaba efectivamente al mando, ya que él pronunció el principal discurso, el cual fue de seis horas de duración y fue el único que fue televisado.
Durante el transcurso de su discurso Brézhnev fue repetidamente interrumpido por el atronador aplauso de unos 5.000 delegados del Partido, varios de los cuales saltaban y cantaban rítmicamente “Gloria, gloria” en tributo a sus comentarios respecto de, una vez pretendidamente alcanzado el estado de “socialismo desarrollado”, haber presuntamente comenzado a transitar por la primera etapa del comunismo que había sido teorizada durante el siglo anterior por el propio Karl Marx. En los discursos que siguieron, los líderes partidarios nacionales y regionales, con pocas excepciones, alabaron a Brézhnev “por mostrar constante preocupación por el bienestar del pueblo”. Ningún líder soviético había recibido tal adulación desde Nikita Jrushchov, quien había sido derrocado internamente el 14 de octubre de 1964 por un grupo colegiado encabezado por el mismo Brézhnev.

## Algunas especificidades del discurso de Brézhnev
Aunque Brézhnev habló de varios temas, naturalmente incluyendo la política y las relaciones exteriores, el principal énfasis de su alocución fue puesto en la economía. El dirigente le aseguró al ciudadano soviético promedio que la principal meta de la política económica del PCUS era elevar el nivel de vida sin comprometer los requerimientos de defensa de la URSS, la cual durante ese tiempo se encontraba en plena carrera armamentística contra su rival ideológico estadounidense.
Específicamente, Brézhnev prometió que durante el noveno Plan Quinquenal el salario mínimo de los trabajadores y empleados (pero no de los agricultores colectivizados) sería elevado desde el entonces nivel de 60 rublos por mes a 70 rublos (unos USD 78,40 según el tipo de cambio fijo oficial de aquel entonces). Esta medida podía llegar a afectar a tanto como un tercio de la fuerza de trabajo urbana.
También fue subida la escala salarial básica de los maestros, doctores (que ahora recibían aproximadamente 120 rublos por mes), personal médico y trabajadores que prestaban servicios en la industria. Además se incrementó el mínimo mensual de las pensiones de la ancianidad o tercera edad de 30 a 45 rublos como mínimo. Asimismo, las madres recibirían más días libres para cuidar de sus niños enfermos y los estipendios para los estudiantes universitarios (de 35 rublos) fueron subidos en un 25%.
Una significativa innovación de bienestar social fue el anuncio de una mensualidad familiar (aunque no se citó ninguna cifra específica al respecto) sería provisto a aquellas familias que tuviesen ingresos per cápita inferiores a los 50 rublos por mes (Aunque el gobierno soviético proveía de varias formas de bienestar social, a través de alquileres altamente subsidiados, guarderías y centros para el cuidado de niños y otras asistencias, todavía no realizaba pagos en efectivo a quienes eran muy pobres o se encontraban en una difícil situación financiera).

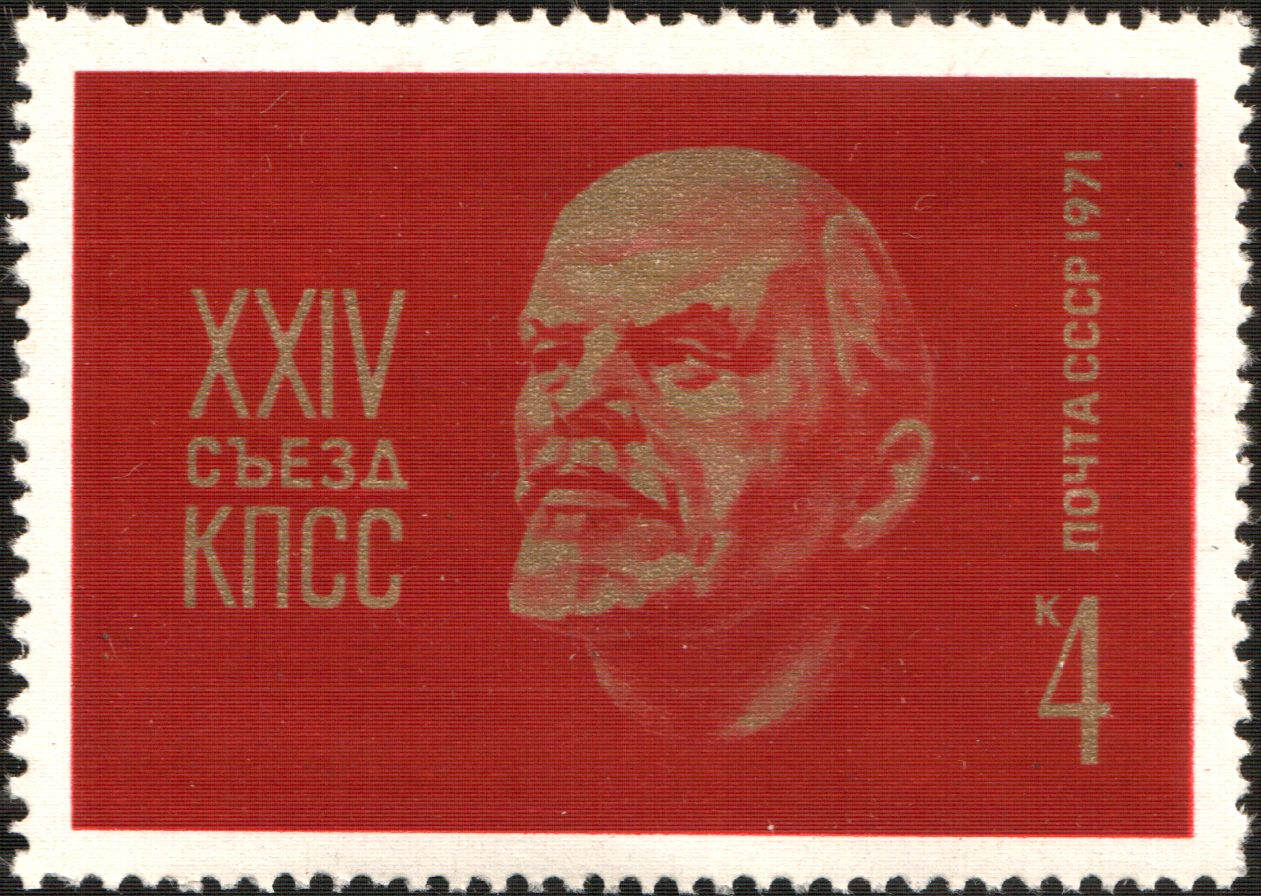
Estampilla conmemorativa soviética de 1971, acerca del entonces convención del XXIV Congreso del PCUS.

Una medida distinta que fue sorpresivamente bienvenida por el público soviético fue el acortamiento de la moratoria de 20 años sobre el rescate y repago de los bonos estatales, los cuales habían sido implementados por el anterior líder Nikita Jrushchov en 1958. Los bonos en cuestión totalizaban cerca de USD 26 000 millones y originalmente debían ser pagados entre 1977 y 1996. No obstante, las entonces nuevas fechas de repago fueron adelantadas para el período 1974-1990. El paquete completo de incrementos salariales, mejores pensiones, repagos de préstamos y mensualidades para la niñez costarían unos USD 24.200, en comparación con los “sólo” 11.100 millones que habían sido oficialmente asignados para el último Plan Quinquenal. Los mismos serían implementados en plazos entre 1971 y 1975.